# 三毛猫

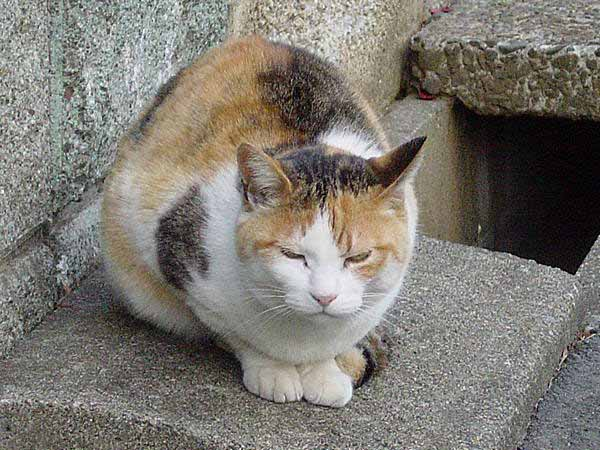
三毛猫（キジ三毛）

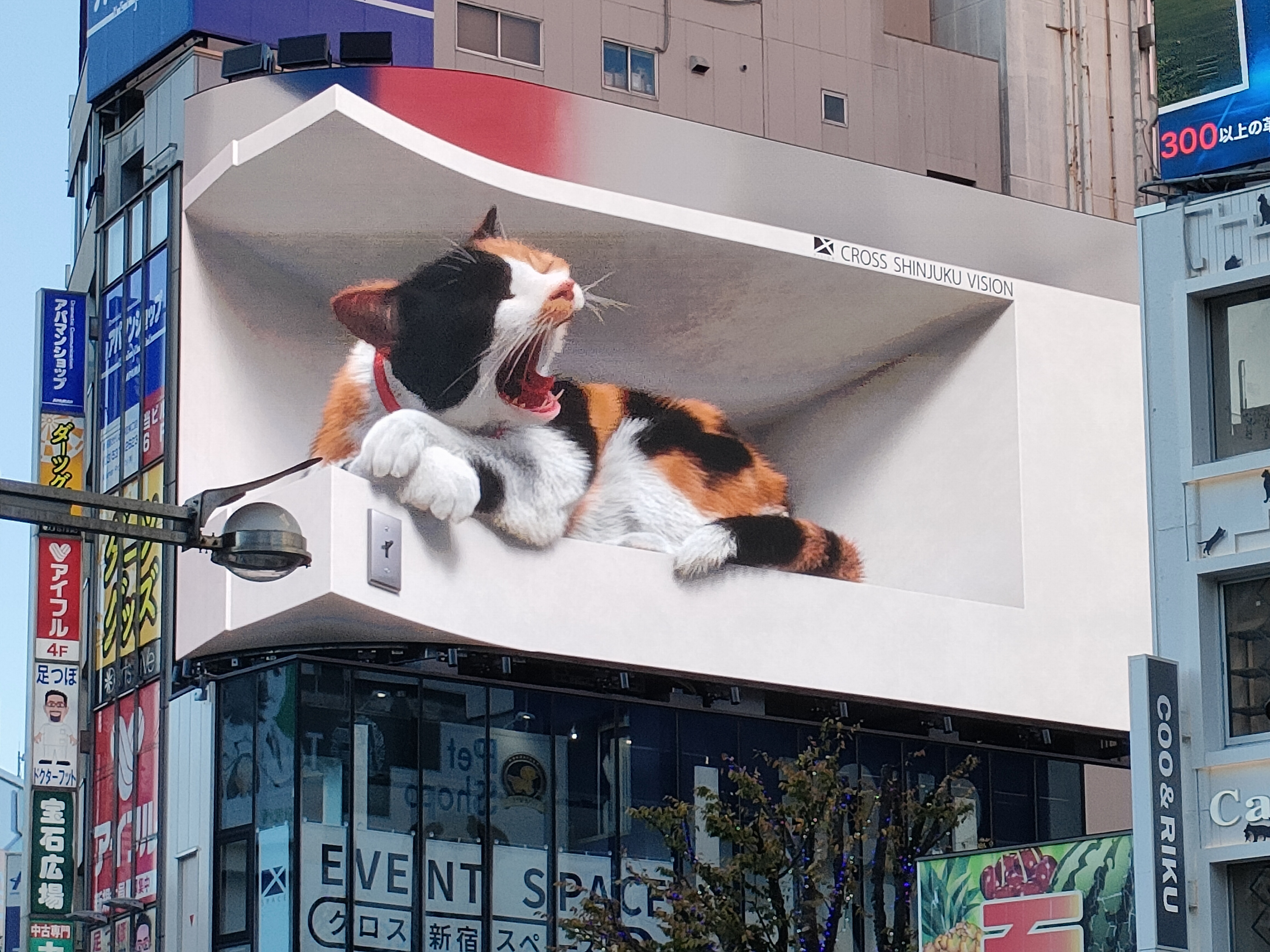
3Dの巨大な猫新宿東口の猫は三毛猫の毛がらが採用された。

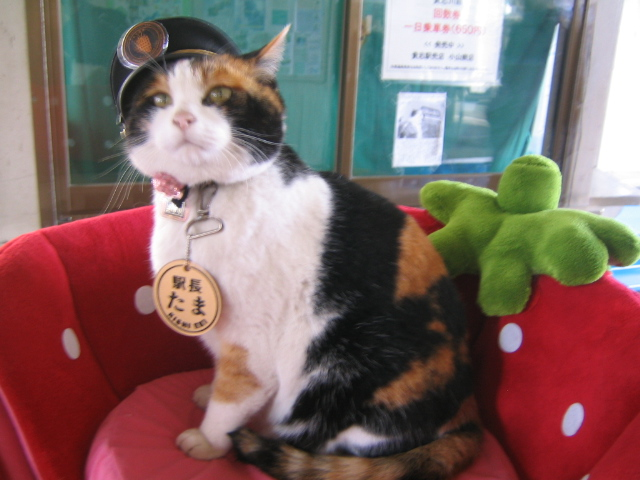
かつて和歌山電鐵貴志川線貴志駅にいた三毛猫の「たま駅長」。

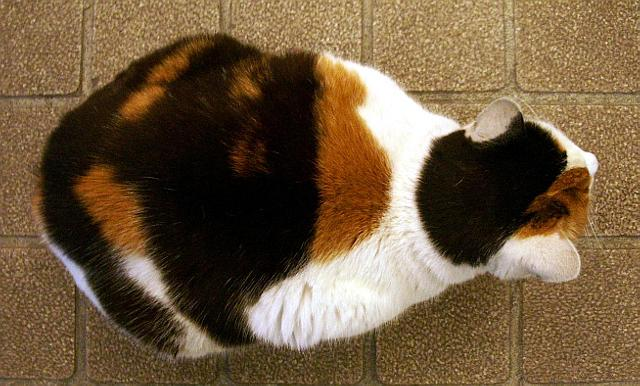
上から見た三毛猫

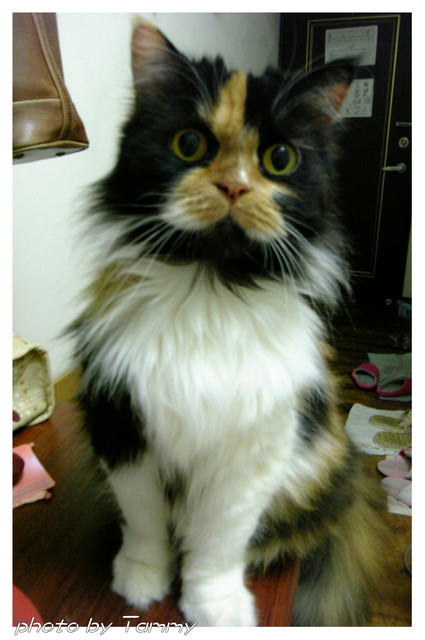
日本猫ではない三毛猫の例
（ペルシャのキジ三毛）

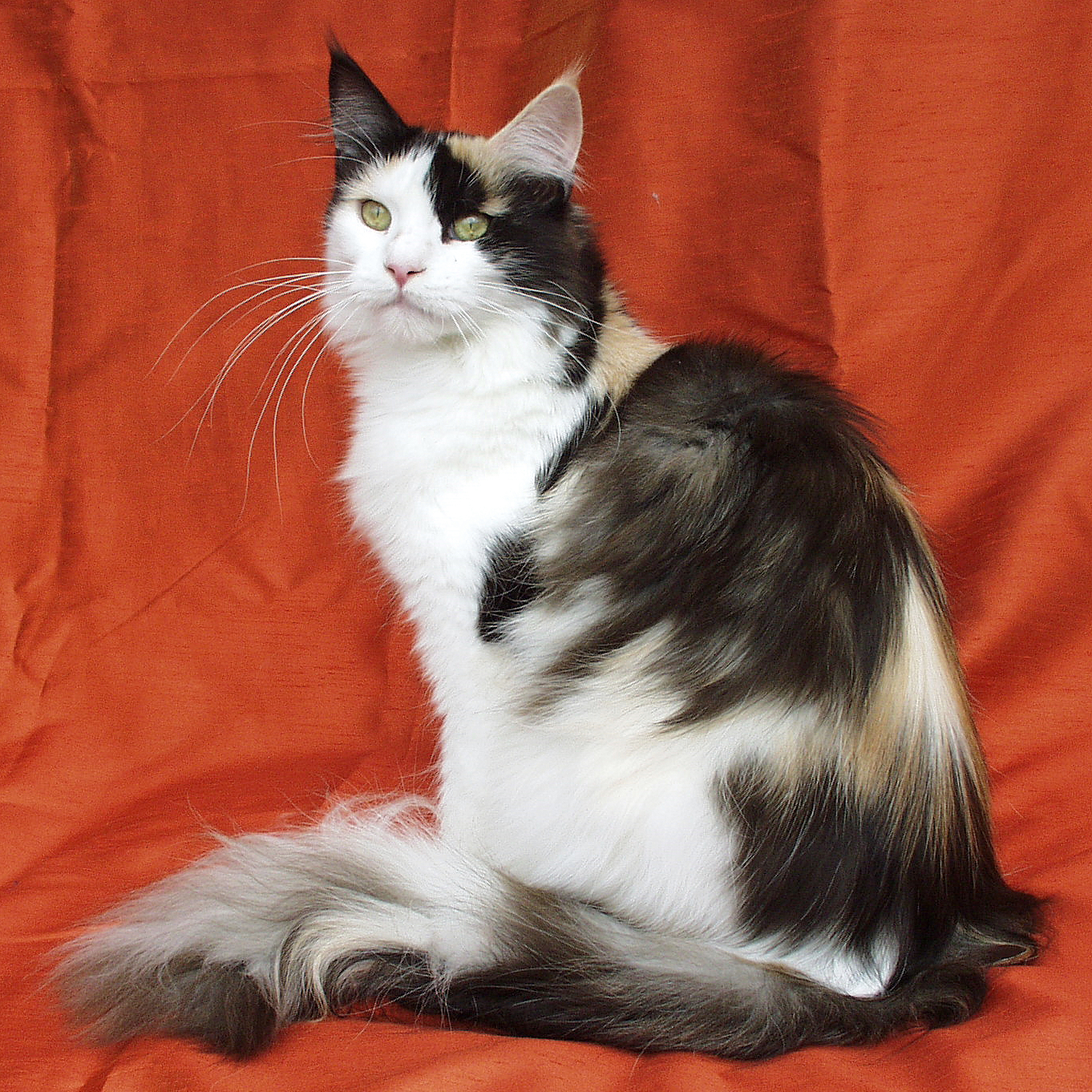
日本猫ではない三毛猫の例
（メインクーンのキジ三毛）

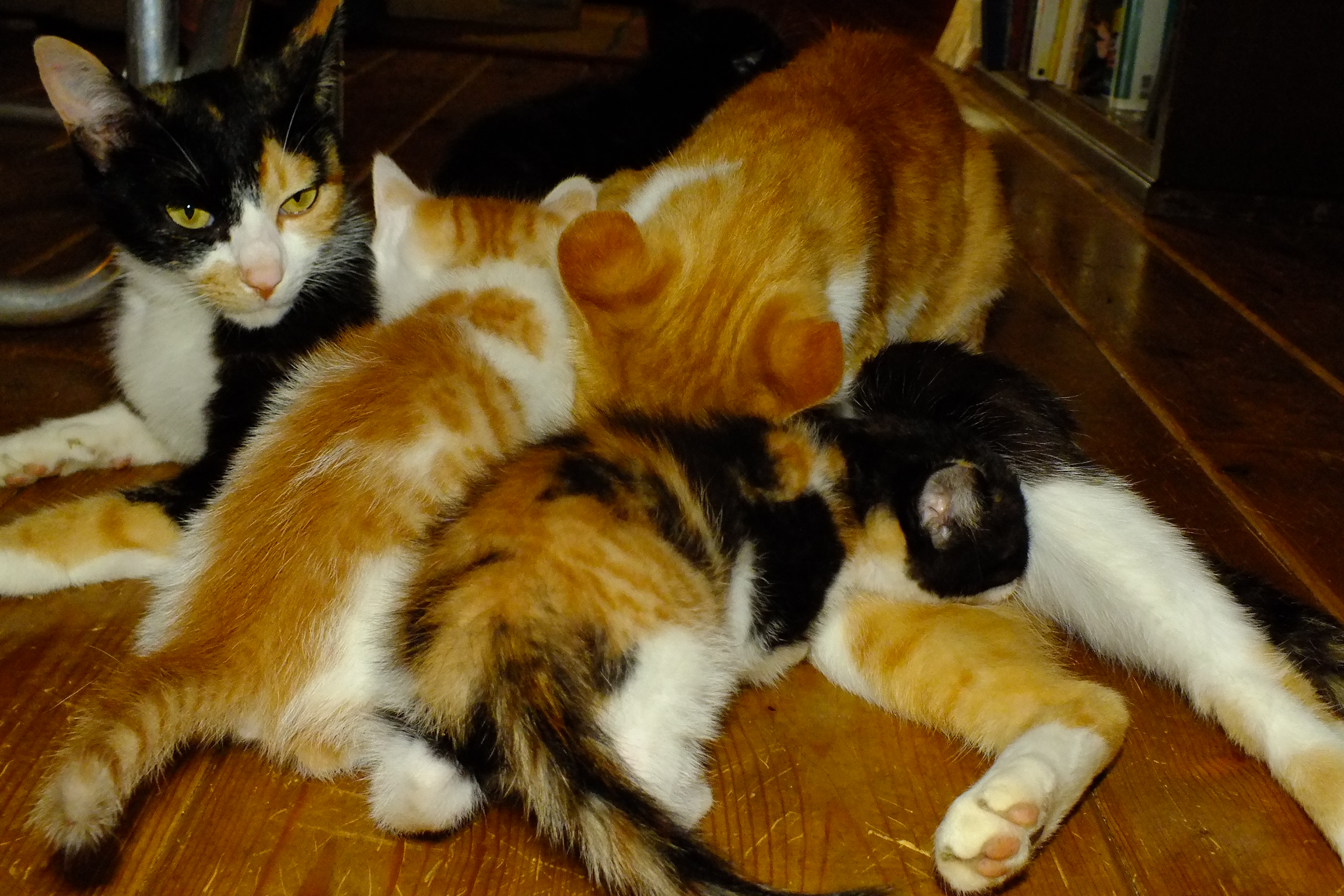
三毛猫親子。三毛猫からは三毛猫が生まれることも多い。

三毛猫（みけねこ）とは、3色の毛が生えている猫の総称。単に三毛（みけ）とも言う。英語ではキャリコ（英: calico）と呼ばれる。

## 概要
一般的に白・茶色・黒の3色で短毛の日本猫。白・茶色・こげ茶のものを「キジ三毛」、縞模様（トラネコ）との混合のものを「縞三毛（しまみけ）」と特に分けて呼ぶことがある。日本では広く親しまれ、イラストに描かれたり、近年では街頭ビジョン「クロス新宿ビジョン」に映し出される3Dの巨大な猫のモデルが三毛猫であることなどが話題となった。
特定の品種の呼称ではなく、単色猫やニ毛猫の交配や、それらと三毛猫のメスとの交配の結果、3色の毛を持って産まれた猫の総称である。
ネコの遺伝子の性質から、三毛猫のほとんどはメスであり、オスはごくまれにしか出現しない。また、オスの場合には生殖機能を持たないことが多い。オスは希少であるために高値で取引される場合がある。
性格はおっとりしていることが多く、環境への順応性も高いため飼いやすいと言われる。
日本では珍しくないネコだが、海外では珍しく、キャリコ（英: calico）、またはトーティ・アンド・ホワイト（英: tortie and white）と呼ばれる。フランス語風にトリコロール（仏: tricolore）、あるいはトライカラー（英: tricolour、米: tricolor）と呼ばれることがある。ただし、英語のトライカラーは錆び猫（トータスシェル〈英: tortoiseshell〉または短縮形のトーティ〈英: tortie〉と呼ばれる）も含み、かつ「真の」トライカラーは赤（茶、オレンジ）、白、黒の3色、もしくは赤黒が「薄まった」色が全てある猫である、ただし、白の部分が極めて少なく、2色に見える場合も含む。西欧や北米にあっては、ジャパニーズボブテイルが「ミケ」(Mi-ke) の愛称で珍重されている。

## 三毛猫の模様パターン
- 縞三毛（しまみけ） - 白をベースに茶色や黒毛がしま模様になっている。
- キジ三毛 - 白のコントラスが少なく柄が鮮明ではない。
- パステル三毛 - 白ソフトな色合いでトーンが薄い色である。
- とび三毛 - 白基調に、黒や茶の毛が点在する。

## 遺伝的特質と性別
原則として三毛猫はメスである。これは、ネコの毛色を決定している遺伝子が性染色体であるX染色体上にあるためである。ぶち（白斑）や黒などを決定する遺伝子は常染色体上に存在するが、オレンジ（茶）を決定するO遺伝子のみはX染色体上に存在し、伴性遺伝を行なう。そのため、三毛猫が産まれるのはO遺伝子が対立するo遺伝子とのヘテロ接合になった場合となる。これは哺乳類では胚発生の初期に2つのX染色体のうちどちらか一方がランダムに不活性化されることにより、毛色がオレンジになる（O遺伝子が発現）部分と他の色になる部分に分かれるからである。この遺伝子は60年間以上にわたって発見されてこなかったが、2024年11月、X染色体上のArhgap36遺伝子の発現を制御するDNA領域が欠失すると、遺伝子発現が増加しオレンジ（茶）の毛になることを、九州大学の佐々木裕之名誉教授のチームと米国スタンフォード大学のグレッグ・バーシュのチームが独立に報告した。

ごくまれに、遺伝子の変異によってオスの三毛猫が誕生することがあるが、その確率は1/30,000とも言われる。また、三毛猫のオスのほとんどは繁殖能力を持たないので、三毛猫のオスを繁殖させることは難しい。オスの三毛猫が誕生する原因は、クラインフェルター症候群と呼ばれる染色体異常（X染色体の過剰によるXXY等）やモザイクの場合、そして遺伝子乗り換えによりO遺伝子がY染色体に乗り移った時である。クラインフェルター症候群のオスの出生率は3万分の1である。染色体異常である場合には通常は繁殖能力を持たないが、モザイク、遺伝子乗り換えの場合には生殖能力を持つことがある。生殖能力のある三毛猫のオスは、1979年にイギリスと1984年にオーストラリアで確認されたものの他に、2001年に日本でも確認された。映画化もされたドラマ『ねこタクシー』に出演した「みーすけ」が、生殖能力のある三毛猫のオスである。なお、生殖能力のあるオスの三毛猫が交配しても、オスの三毛猫の子猫が生まれる確率は変わらず、その可能性は非常に小さい。
招き猫のモデルは三毛猫と言われている。これは3という数字が、縁起が良いとされていること、体が強い上に聡明と考えられていることから「幸運を招き寄せる」と言われるようになり、商家などで商売繁盛を願い三毛猫を大切にするようになった。またオスの三毛猫を船に乗せると福を呼び、船が遭難しないという言い伝えがある。「猫が騒げばシケになり、眠れば天気平穏」と信じられた。縁起物である招き猫においては、三毛猫がモデルにされることが多い。江戸時代には高値で取引されていたという説もあるが、実際の取引事例は不明である。日本の第一次南極観測隊でも、珍しくて縁起が良いという理由で、民間人からオスの三毛猫が贈られたことがあった。この三毛猫は、当時の観測隊の隊長であった永田武の名前にちなんでタケシと名付けられ、昭和基地内のペットとして隊員達と共に南極で越冬した。タケシは南極から日本に戻った後、隊員の一人に引き取られたものの、間もなく隊員の家から脱走して行方不明となった。なお、1991年に「環境保護に関する南極条約議定書」が採択されて以来、動物の南極への渡航は一切禁止されている。